# Shane Maloney

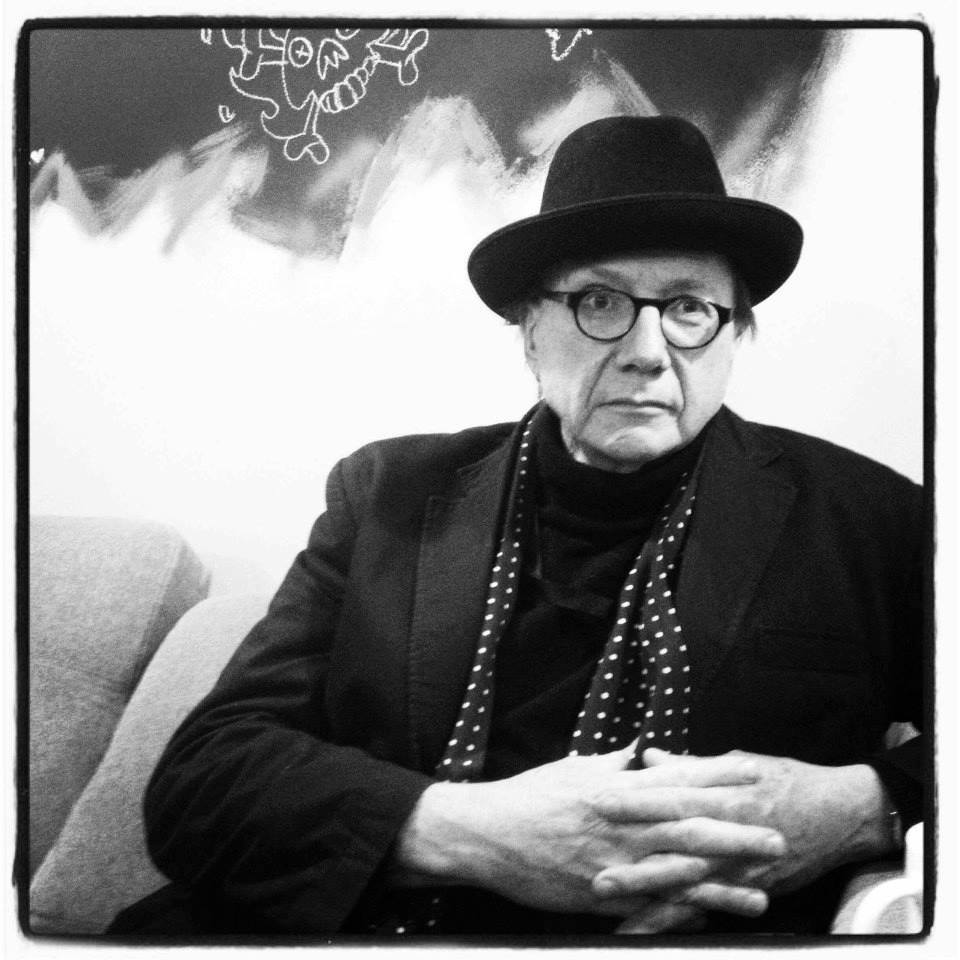
Shane Maloney

Shane Maloney (* 1953 in Hamilton, Australien) ist ein australischer Schriftsteller und lebt mit seiner Familie in Melbourne.  Für seinen Kriminalroman Künstlerpech erhielt er 1997 den australischen Ned Kelly Award. 2009 wurde er mit dem Ehrenpreis ausgezeichnet.

## Werke
- Stiff (dt. von Werner Richter: Weck mich, bevor du gehst, Diogenes 2003), 1994
- The Brush Off (dt. von Nikolaus Stingl: Künstlerpech, Diogenes 2000), 1996
- Nice Try, 1998
- The Big Ask, 2000
- Something Fishy, 2002
- The Happy Phrase, 2004